# Virada de bordo
Virar de bordo é em náutica a operação que consiste em fazer passar as velas de um bordo ao outro. Se o vento vinha de bombordo passa a vir de estibordo, e inversamente.
Entre a  manobra, o trabalho com o velame, e a acção do leme tem de haver uma boa coordenação no momento em que as velas passam de um bordo ao outro.
Essa manobra é feita contra a direcção do vento, o Virar por davante ou virar de bordo.